# 福热尔 (阿尔代什省)
福热尔（法語：Faugères，法語發音：[foʒɛʁ] ⓘ）是法国阿尔代什省的一个市镇，属于拉让蒂耶尔区。

## 地理
福热尔（44°28'30"N, 4°8'8"E）面积5.99 平方千米，位于法国奥弗涅-罗讷-阿尔卑斯大区阿尔代什省，该省份为法国东南部内陆省份，北起顺时针与卢瓦尔省、伊泽尔省、德龙省、沃克吕兹省、加尔省、洛泽尔省和上盧瓦爾省接壤。
与福热尔接壤的市镇（或旧市镇、城区）包括：派扎克、普朗佐勒、圣安德烈拉尚、圣皮埃尔-圣让。

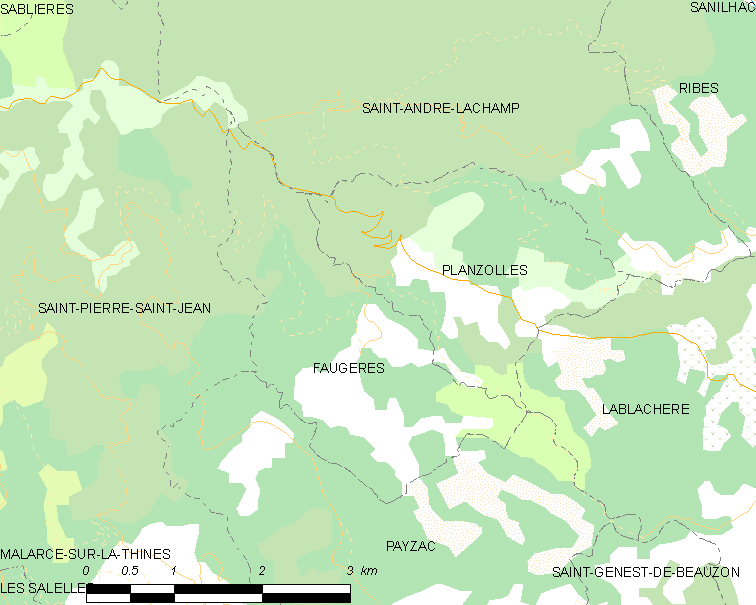
的OSM定位图

福热尔的时区为UTC+01:00、UTC+02:00（夏令时）。

## 行政
福热尔的邮政编码为07230，INSEE市镇编码为07088。

## 政治
福热尔所属的省级选区为阿尔代什塞文县。

## 人口

1962-2008年间人口变化图示

福热尔于2022年1月1日时的人口数量为113人。